# Modelo macroeconómico
Um modelo macroeconómico é uma ferramenta analítica para descrever o funcionamento da economia de um país ou região.
Estes modelos tipicamente são desenhados para estudar a dinâmica de quantidades agregadas, tais como o total de bens e serviços produzido, o rendimento total auferido, o nível de emprego dos recursos produtivos, e o nível dos preços.
Os modelos macroeconómicos podem ser lógicos, matemáticos ou computacionais. Diferentes tipos de modelo servem a diferentes propósitos, tendo cada um as suas vantagens e desvantagens.
Os modelos macroeconómicos podem ser usados para clarificar e ilustrar princípio teóricos, para validar, comparar e quantificar diferentes teorias macroeconómicas. Podem também ser usados para construir cenários alternativos, por exemplo para avaliar os efeitos prováveis de determinadas alterações nas políticas monetárias, fiscais, ou outras. Podem ainda ser usados para gerar previsões económicas.
Por estes motivos, os modelos macroeconómicos são largamente usados na comunidade académica, no ensino e na investigação. São também muito usados por organizações internacionais, governos nacionais, consultores económicos, grandes corporações e think tanks.